# 넥서스 7
넥서스 7(Nexus 7)은 에이수스가 제조하고, 구글에서 판매하는 구글 넥서스 시리즈의 첫 번째 안드로이드 태블릿 컴퓨터로, 출시 당시 안드로이드의 최신 버전인 4.1 젤리빈을 탑재하였다.
원가 절감을 위해 후면 카메라 미지원, 외장메모리(마이크로SD카드) 미지원, HDMI과 MHL 미지원 등 다른 태블릿에는 있는 기능을 몇가지 빼기도 하였다.
2012 구글 개발자 대회에서 공개되었으며, 처음 출시당시 8 GB 버전은 199 US $, 16 GB 버전은 249 US $의 초저가로 출시하였다.
10월 29일에는 32 GB버전과 3G모델이 안드로이드 이벤트에서 공개될 예정이었으나, 허리케인 샌디로 인하여 행사가 취소되고, 구글 공식블로그를 통해 공개되었으며, 11월 13일 32 GB 버전이 249 US $로 출시하고 기존의 16 GB 버전은 199 US $로 가격을 인하했으며, 8 GB 버전은 단종되었다. 또한 3G 모델도 32 GB 버전을 299 US $로 출시하였다.

## 연혁
- 2012년 7월 13일 : 와이파이 모델 출시
- 2012년 11월 13일 : 3G 모델 출시[3]
- 2013년 7월 24일 : 4.3 젤리빈 업그레이드[4]
- 2013년 11월 14일 : 4.4 킷캣 업그레이드
- 2013년 12월 6일 : 4.4.1 킷캣 업그레이드
- 2013년 12월 10일 : 4.4.2 킷캣 업그레이드
- 2014년 11월 15일 : 5.0 롤리팝 업그레이드 (Wi-Fi 모델에만 업데이트가 적용됨.)
- 2014년 12월 16일 : 5.0.1 롤리팝 업그레이드 (Wi-Fi 모델에만 업데이트가 적용됨.)
- 2015년 1월 15일 : 5.0.2 롤리팝 업그레이드 (Wi-Fi 모델에만 업데이트가 적용됨.)
- 2015년 3월 1일 : 5.1 롤리팝 업그레이드 (Wi-Fi 모델에만 업데이트가 적용됨.)

## 운영 체제

### 안드로이드 4.1 젤리빈
와이파이모델은 안드로이드 운영 체제 4.1 젤리빈의 레퍼런스제품으로써, 4.1 젤리빈을 최초로 탑재하였다.

### 안드로이드 4.2 젤리빈
3G모델은 안드로이드 운영 체제 4.2 젤리빈의 레퍼런스제품으로써, 4.2 젤리빈을 최초로 탑재하였다.

### 안드로이드 4.3 젤리빈
2013년 7월 24일 4.3 젤리빈으로 업그레이드되었다.

### 안드로이드 4.4 킷캣
2013년 11월 14일 4.4 킷캣, 2013년 12월 6일 4.4.1 킷캣, 2013년 12월 10일 4.4.2 킷캣으로 업그레이드 되었다.

### 안드로이드 5.0 롤리팝
2014년 11월 15일 5.0 롤리팝이 처음 릴리즈 되었고, 2014년 12월 16일 일부 버그가 수정된 5.0.1 롤리팝이 배포되었고, 2015년 1월 15일 태블릿 기종을 타겟으로 5.0.2 롤리팝이 우선 배포되었다. GSM 모델은 업데이트가 진행되지 않았으며, Wi-Fi 기종에 한해 업데이트가 진행되었다.

## 출시 국가

### 와이파이모델

#### 2012년7월 13일
- 미국
- 오스트레일리아

#### 2012년7월 17일
- 영국
- 캐나다

#### 2012년8월 27일
- 독일
- 스페인

#### 2012년9월
- 일본 : 25일
- 대한민국 : 27일
- 싱가포르 : 29일

#### 2012년10월
- 러시아 : 12일
- 스웨덴 : 12일
- 포르투갈 : 30일

#### 2012년11월
- 인도 : 9일

## 판매량
미국의 IT 뉴스 사이트인 테크크런치에 따르면 넥서스7은 약 680만 대 정도 팔린 것으로 추산된다.

## 경쟁 기종
- 삼성 갤럭시 탭 2 7.0
- 아이패드 (3세대)
- 아이패드 미니
- 킨들 파이어
- 갤럭시 노트 8.0

## 같이 보기
- 갤럭시 넥서스
- 넥서스 10
- 넥서스 4
- 갤럭시 S5